# كأس أيرلندا الشمالية 2006–07
كأس أيرلندا الشمالية 2006–07 (بالإنجليزية: 2006–07 Irish Cup)‏ هو موسم من كأس أيرلندا. كان عدد الأندية المشاركة فيه 32، وفاز فيه نادي لينفيلد.

## النهائي
| نادي لينفيلد                                                                         | 2 – 2 (ب.و.إ.) | Dungannon Swifts                                         |
| ------------------------------------------------------------------------------------ | -------------- | -------------------------------------------------------- |
| مارك ديكسون (لاعب كرة قدم) 3' · غلين فيرغسون (لاعب كرة قدم) 37'                      | Report         | روري هاميل 17' · McAree 40'                              |
| ركلات الترجيح                                                                        |                |                                                          |
| Ervin · Stewart · غلين فيرغسون (لاعب كرة قدم) · مارك ديكسون (لاعب كرة قدم) · McShane | 3 – 2          | روري هاميل · Everaldo · Montgomery · McAree · McAllister |